# Rhianna Pratchett

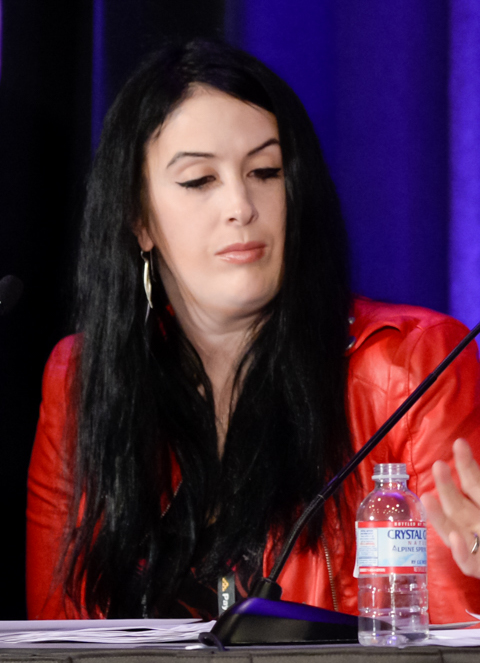
Rhianna Pratchett, 2016

Rhianna Pratchett (* 30. Dezember 1976 in Rowberrow in Somerset, England) ist eine britische freiberufliche Dialog- und Drehbuchschreiberin für Computerspiele sowie ehemalige Computerspielejournalistin. Sie ist die Tochter des Fantasyautors Terry Pratchett.

## Biografie
Rhianna Pratchett wurde am 30. Dezember 1976 in dem kleinen Dorf Rowberrow in der Grafschaft Somerset, England geboren. Sie ist die Tochter des britischen Fantasyautors Terry Pratchett und dessen Ehefrau Lyn. Als Sechsjährige kam sie über ihren Vater zum Computerspielen, beginnend mit dem Titel Mazogs für den Sinclair ZX81. Nach einem abgeschlossenen universitären Journalismusstudium arbeitete sie ab 1998 zunächst als Spieletesterin für einige Ausgaben des britischen Frauenmagazins Minx, später schließlich als Redakteurin für das britische Spielemagazin PC Zone. Sie verließ die Redaktion nach einigen Jahren wieder, blieb jedoch als freischaffende Journalistin neben PC Zone auch für die Zeitungen The Guardian und The Sunday Times tätig.
2002 stieg sie parallel zu ihrer freien journalistischen Tätigkeit als Schreiberin aktiv in die Spielebranche ein. Ihr Schwerpunkt ist seither die Erstellung von Dialogen und vollständigen Handlungskonzepten. Zu ihren ersten größeren Aufträgen zählte die Mitarbeit am Action-Rollenspiel Beyond Divinity des belgischen Entwicklers Larian Studios. Als Story Designer wirkte sie am Design von Handlung und Dialogen mit und schrieb eine Begleitnovelle mit dem Titel Child of The Chaos, die dem Spiel beigelegt war. 2007 erstellte sie gemeinsam mit Tameem Antoniadis und Andy Serkis das Handlungskonzept für Sonys Action-Adventure Heavenly Sword, für das sie jeweils eine Nominierung bei den BAFTA Video Games Awards 2007 in der Kategorie „Handlung und Charaktere“ und den britischen Writers’ Guild Award 2008 in der Kategorie „Bestes Computerspiel-Drehbuch“ erhielt. Für den niederländischen Entwickler Triumph Studios konzipierte sie das Handlungskonzept des humoresken Action-Adventures Overlord, für das sie 2008 von der britischen Writers' Guild Award in der Kategorie „Bestes Computerspiel-Drehbuch“ ausgezeichnet wurde (in unmittelbarer Konkurrenz zu ihrer Arbeit an Heavenly Sword).
Ebenfalls 2008 erschien das von Kritikern gelobte Action-Adventure Mirror’s Edge, für das sie im Auftrag des schwedischen Studios DICE die Handlung ausgearbeitet hatte. Begleitend dazu schrieb sie auch die Handlung einer sechsteiligen Comic-Miniserie, die von DC Comics von Ende 2008 bis Anfang 2009 veröffentlicht wurde. Es folgten für das Jahr 2009 Arbeiten an drei weiteren Overlord-Titeln, sowie gemeinsam mit James Leach und Andrew S. Walsh Übersetzungstätigkeiten zum deutschsprachigen Rollenspiel Risen, für die sie 2010 ein weiteres Mal für den Writer's Guild Award nominiert wurde. Am 12. Juli 2012 wurde bekannt, dass Rhianna Pratchett von Entwickler Crystal Dynamics als Hauptautorin für die Handlung des Serien-Neustarts Tomb Raider beauftragt wurde. Am 1. November 2013 gab sie über Twitter bekannt, dass sie an einer Film-Adaption des Scheibenwelt-Romanes Kleine freie Männer ihres Vaters arbeitet.

## Werke

### Computerspiele (Auswahl)
- Beyond Divinity (2004)
- Stronghold Legends (2006)
- Heavenly Sword (2007)
- Overlord (2008)
- Viking: Battle for Asgard (2008)
- Mirror’s Edge (2008)
- Prince of Persia (2008)
- Overlord II (2009)
- Overlord Minion (2009)
- Overlord: Dark Legend (2009)
- Risen (2009, als Dialogschreiber)
- Divinity 2: Ego Draconis (2009)
- CSI: Tödliche Verschwörung (2010)
- Tomb Raider (2013)
- Thief 4 (2014)
- Rise of the Tomb Raider (2015)

## Auszeichnungen
- Writers' Guild Award (UK) 2008 in der Kategorie Bestes Computerspiel-Drehbuch für Overlord[6]